# محمد محمد المدني
محمد محمد المدني (28 سبتمبر 1907 / 1325 هـ - 1 مايو 1968 / صفر 1388 هـ)، عالم ومفكر إسلامي مصري.

## نشأته
ولد بمركز المحمودية، محافظة البحيرة، مصر.

## دراسته ونبوغه
عرف الشيخ المدني بالنبوغ منذ الصغر. أتم حفظ القرآن الكريم قبل أن يبلغ السنة الثانية عشر من عمره. حين كان طالباً بالسنة الأولى في معهد الإسكندرية الثانوي أجاز القانون لجميع الطلاب أن يتقدموا لامتحان الشهادة الثانوية ماداموا بحملون الشهادة الابتدائية ودون النظر إلى انقضاء عدد معين من السنوات. وأحس في نفسه بقدرة علمية عالية تمكنه من سبق زملائه وهو ما دفع محمد محمد المدني أن يتقدم لامتحان الشهادة الثانوية وأن ينجح بأعلى الدرجات ما أهله فيما بعد بأن يلتحق بالقسم العالي وكان ذلك في إبريل 1927 م. كانت هذه نادرة عجيبة، تلتها نادرة أخرى هي أن القانون أباح لحامل الثانوية أن يتقدم لامتحان العالمية من درجة أستاذ (الدكتوراه) دون النظر لانقضاء عدد معين من السنوات. فتقدم لطلب الشهادة وظفر بها بتوفيق الله في أكتوبر 1927 م وكان في العشرين من عمره، وهي سن لم تتهيأ من قبل لعالمٍ أزهري. يعرف صعوبة الامتحان الشفوي للسنة النهائية بالقسم العالي، حيث مكث حوالي خمس ساعات في نقاش علمي جاد يتناول علوم الشريعة والقانون والأدب وكان المتحنون من هيئة كبار العلماء.
التحق فيما بعد بقسم التخصص في فرع البلاغة والأدب فخرج مبرزاً عام 1930 م وعين مدرساً بالمعهد السكندري الذي كان طالباً فيه.

## عمله بالأزهر
ما لبث ان تعين محمد محمد المدني مدرساً بالمعهد السكندري حتى قذفت أعاصير السياسة بالأزهر إلى متاهات مظلمة وقعت الاضطرابات بين الأساتذة والطلاب، إذ فصل بعدها شيخ الأزهر 70 عالماً، منهم الأستاذ المدني، وحمل الأستاذ قلمه، كما أطلق لسانه خطيباً في هذا الأمر، وسافر إلى مقار المعاهد الأزهرية في أسيوط وطنطا ودسوق ودمياط والقاهرة، ليشجع على الإضراب العام، وكانت غاشية مظلمة اضطرته إليها قرارات وزارة صدقي باشا. ثم إنجلت الغاشية بعودة الأستاذ الكبير محمد مصطفى المراغي إلى مكانه وإصداره الأوامر بإعادة المفصولين.
لم يعد الأستاذ المدني إلى معهد الإسكندرية، فقد اختاره الأستاذ محمود شلتوت وكيل كلية الشريعة في هذا الوقت، مدرساً بها. وأسند إليه مادة أصول الدين.

## طلبه للعلم
1. أثبتت له مجلة الرسالة في الأعداد الصادرة في الثلاثينات والأربعينات مقالات عديدة مسجلاً بذلك صفحات مجيدة في تاريخ إصلاح الأزهر والجهاد في سبيله وذلك على أثر انتقاله من معهد الإسكندرية إلى معهد القاهرة – عرفها الناس وعرفوا بها الشيخ المدنى في العالم الإسلامى.
2. تقدم بإنتاجه العلمى والفكرى للانضمام إلى هيئة جماعة كبار العلماء- وقبل هذا الإنتاج ووفق على انضمامه للجماعة.. وقد كان قانون الجماعة يشترط 40 سنة حداً أدنى لسن العضو، وتأجل انضمامه لحين بلوغ السن القانونية، وقد أغلقت الجماعة قبل بلاغه السن القانونية.
3. كان أول عالم أزهرى يشتغل وظيفة مدير مكتب شيخ الجامع الأزهر في عهد الشيخ عبد المجيد سليم شيخ الجامع الأزهر.
4. وكان متحدثاً باسم الشيخ عبد المجيد سليم شيخ الجامع الأزهر.
5. عين أستاذاً للشريعة الإسلامية في كلية دار العلوم بجامعة القاهرة ورئيساً لقسم العلوم الإسلامية بها عام 1956.
6. في مارس عام 1959 عين عميداً لكلية الشريعة بجامعة الأزهر.
7. أول من أدخل الدراسات القانونية في كلية الشريعة بجامعة الأزهر على نحو يخدم الفقه الإسلامى ويعين على المقارنة بينه وبين غيره ويبرز مزاياه.
8. أول من أدخل دراسة فقه الشيعة في كلية الشريعة مستوفياً بذلك أركان المقارنة في الفقه المقارن بين المذاهب الإسلامية، وبذلك فتح للناظر في للشريعة الإسلامية افاقاً جديدة أعانته على ما هو بصدده وجعلته ملماً بما يدور حول التفكير الغربى من تيارات ملائمة أو معارضة، وبذلك عرف رجال الأزهر الشريعة أسلوباً جديداً استعانوا بمعرفته على عرض ما عندهم عرضاً جديداً وتنظيمه تنظيماً يفيد في تقريب الانتفاع به.
9. له بحوث وكتابات علمية في الصحف والمجلات وقام على رئاسة تحرير مجلة علمية كبيرة هي «رسالة الإسلام» التي أصدرتها جماعة التقريب بين المذاهب الإسلامية بالقاهرة، وقد ضمت هذه المجلة بحوث ودراسات صفوة من رجال الفكر والدين الإسلامى في ذلك القوت كالشيخ عبد المجيد سليم والشيخ المراغى والشيخ مصطفى عبد الرازق والشيخ محمد عبد الله دراز والشيخ شلتوت.
10. له وقفات في تاريخ الإصلاح في الأزهر والجهاد في سبيله أشهرها موقفه تجاه قانون تطوير الأزهر في 1961 والتعديلات التي أدخلت على مناهج الدراسة بكلية الشريعة عام 1963 ولم يقبلها وكانت سبباً في «عزله» من عمادة كلية الشريعة بجامعة الأزهر.
11. كان من كبار المتحدثين في الإذاعة والتلفيزيون، وكان من أوائل المتحدثين في إذاعة جمهورية مصر العربية، وأثبت له كتاب أحاديث الصباح في المذياع بعضاً من إنتاجه المشترك مع الإمام الكبر الشيخ محمود شلتوت وأحاديثه الكثيرة التي ضمتها مكتبة الإذاعة سواء في الفتاوى أو تفسير القرآن الكريم وسلسلة أحاديث سيادته بعنوان صفحات مشرقة من تاريخ المرأة المسلمة وسلسلة تحديد المفاهيم وغيرها مما لا غنى للدارس عنها.
12. أثبتت له مجلة الإسلامية «نور الإسلام» والمجلة الإسلامية «الفتح» ومجلة «الرسالة» مقالات سلامية عديدة في الثلاثينات والأربعينات مع الرواد الوائل من الكتاب الإسلاميين اتسمت بالعمق وقوة الإيمان والإخلاص المجرد والعلم الغزير والوعى الكامل بالقضايا التي يعانى منها العالم الإسلامى في ذلك الوقت.
13. أول برنامج دينى ظهر في التلفزيون العربي هو برنامج «نور على نور» وكان الشيخ المدنى أول المتحدثين في الحلقة الأولى مع الإمام الشيخ محمود شلتوت شيخ الجامع الزهر والدتور محمد عبد الله ماضى وكيل الجامع الأزهر. وظل الشيخ المدنى شبلاً من أشبال هذا البرنامج وغيره من البرامج الدينية بالتلفزيون حتى لقى ربه راضياً مرضياً.
14. له بحوث إسلامية كثيرة ضمت فكراً إسلامياً حديثاً مع المحافظة على أصول الشريعة الإسلامية المستمدة من القرآن الكريم والسنة النبوية الشريعة أثبت منهاأن الإسلام دين كل العصور، والعالم الإسلامى أهمها مجلة الأزهر التي تصدر عن الأزهر الشريف ومجلة منبر الإسلام التي تصدر عن مجلس الأعلى للشئون الإسلامية.
15. كان رئيساً للجنة العامة للقرآن والسنة بالمجلس الأعلى للشئون الإسلامية بالقاهرة، والتي أصدرت في فترة رئاسته لها المنتخب في تفسير القرآن الكريم (بالكامل) وثمانية مجلدات الأولى من المنتخب في السنة النبوية المطهرة.

## وفاته
توفى في أول مايو 1968.

## تكريم الشيخ المدني بعد وفاته
- حصل على وسام الدولة وسام العلوم والفنون من الطبقة الأولى في 30 مارس 1981.
- حصل على وسام الدولة وسام العلوم والفنون من الطبقة الأولى في 16 سبتمبر عام 1991.